# Shiraz (Iran)
Shiraz (Perzisch: شیراز; Sjiraz) is een stad in Iran (Perzië). Met een inwonertal van 1,5 miljoen (volkstelling 2011) is het de op vijf na grootste stad van het land. Het is de hoofdstad van de provincie Fārs en een van de oudste handelssteden van Iran. De stad heeft als bijnaam 'de stad van rozen en nachtegalen' en staat bekend als de stad van de dichters, literatuur, wijn en bloemen.
Het Perzische woord 'shir' (sjir) kan zowel "leeuw" als "melk" betekenen.

## Geografie
De stad ligt in het midzuiden van Iran en in het noordwesten van de provincie Fārs, op 919 kilometer ten zuiden van Teheran. Shiraz ligt op een ongeveer groene vlakte aan de voet van het Zagrosgebergte, op een hoogte van ongeveer 1500 meter boven zeeniveau. Door het noorden van de stad stroomt de rivier de Roodkhaneye Khoshk, die een deel van het jaar droogvalt en uitmondt in het Maharloomeer.
De stad ligt in een gebied met een gematigd klimaat met regelmatige seizoenen. De regenval is de laatste jaren iets gestegen ten opzichte van eerdere decennia. In de stad liggen een groot aantal tuinen en fruitbomen. Door de met de bevolkingsgroei gepaard gaande ontwikkelingen staat hun aantal echter onder druk. Het stadsbestuur heeft een aantal maatregelen genomen om deze tuinen te beschermen, maar illegale ontwikkelingen blijven een probleem vormen.
| Maand                                                            | jan | feb | mrt | apr | mei | jun | jul | aug | sep | okt | nov | dec | Jaar |
| ---------------------------------------------------------------- | --- | --- | --- | --- | --- | --- | --- | --- | --- | --- | --- | --- | ---- |
| Gemiddeld maximum (°C)                                           | 11  | 13  | 17  | 24  | 30  | 35  | 37  | 36  | 32  | 27  | 18  | 13  | 24   |
| Gemiddelde temperatuur (°C)                                      | 6   | 8   | 11  | 18  | 23  | 28  | 30  | 30  | 25  | 20  | 12  | 8   | 18   |
| Gemiddeld minimum (°C)                                           | 1   | 3   | 6   | 11  | 16  | 20  | 23  | 22  | 17  | 12  | 6   | 3   | 12   |
| Bron: (en) Climate information for SHIRAZ in Iran - Climate Zone |     |     |     |     |     |     |     |     |     |     |     |     |      |

## Geschiedenis

### Pre-islamitische periode
De stad wordt voor het eerst vermeld als Tiraziš op Elamitische kleitabletten uit 2000 v.Chr. die in juni 1970 werden gevonden in de zuidwesthoek van de stad tijdens het graven voor het bouwen van een stenen oven. De naam 'Tiraziš' wordt fonetisch geïnterpreteerd als /tiračis/ of /ćiračis/. Deze naam zou in het Oudperzisch zijn vervormd tot /širājiš/, wat in het huidige Perzisch is vervormd tot Shiraz. De naam Shiraz komt ook voor op kleideksels die zijn gevonden in de Sassanidische ruïne Ghasre Abu-Nasr ten oosten van de stad. Volgens sommige Iraanse mythologische tradities werd de stad oorspronkelijk gesticht door de eerste sjah, Tahmurath (Tahmuras) en zou de stad later tot een ruïne zijn vervallen.
In de Achaemenidische periode lag de stad aan de route van Soesa naar Persepolis en Pasargadae. Inscripties in spijkerschrift getuigen dat Shiraz destijds een behoorlijke plaats moet zijn geweest. In het boek Sjahnama van Ferdowsi staat geschreven dat de Parthische keizer Artabanus V (ca. 216–224) zijn macht uitbreidde over Shiraz. In dit gebied lag ook het oude paleis Ghasre Abu-Nasr. Onder de Sassaniden lag Shiraz aan de weg tussen Bishapur en Istakhr en vormde een belangrijk regionaal centrum. In het 10e-eeuwse verdrag Hudud al-'Alam wordt gesproken over de aanwezigheid van twee vuurtempels en een fort met de naam 'Shahmobad' tijdens de Sassaniedische periode (2e tot 6e eeuw). In het 14e-eeuwse werk Nozhat ol-Qolub van de Perzische geleerde Hamdallah Mustawfi wordt ook erkend dat er voor de islamitische periode reeds nederzettingen lagen bij Shiraz.

### Islamitische periode

#### Middeleeuwen
In 641 werd Shiraz veroverd door het Arabische Rijk en werd de islam geïntroduceerd als godsdienst. Shiraz werd daarop aangewezen tot bestuurscentrum van de Arabieren in de provincie Pars. De stad trok in die tijd veel immigranten uit de omtrek, waaronder leden van Turkse stammen, die moesten dienen als soldaten in het Arabische leger. Afstammelingen van deze stammen speelden in de eeuwen erop een leidende rol in de stad en haar omgeving. Shiraz groeide zo ten koste van andere steden in de omtrek. Nadat de Arabieren ook de nabijgelegen Sassaniedische hoofdstad Istakhr hadden veroverd, werd Shiraz in 693 aangewezen als provinciehoofdstad. Onder de Arabische overheersing en daaropvolgende lokale dynastieën verviel Istakhr langzamerhand en werd Shiraz van steeds groter belang. In 790 publiceerde de Arabische wetenschapper Sibawayh in Shiraz zijn geschrift 'Kitāb' ("het boek"), dat de eerste basis vormde voor de Arabische grammatica. In 869 werd de stad door de Saffaridische heerser Yaqub-i Laith Saffari veroverd op het Kalifaat van de Abbasiden en werd het Perzisch ingevoerd als taal. Veel Arabieren en Turken in de stad werden gedood, maar ook bleven veel van hen die het overleefden in de stad wonen omdat ze de Perzische cultuur reeds hadden overgenomen en zich er thuisvoelden. Kort na de verovering liet Yakub's broer Amr-o-Leis Saffari de huidige Jameh-ye Atighmoskee bouwen. In de 9e eeuw werd de stad bekend om haar Shirazi-wijn (de 'beste van het Midden-Oosten'), waarvan de productie echter gestopt is na de islamitische revolutie van 1979.

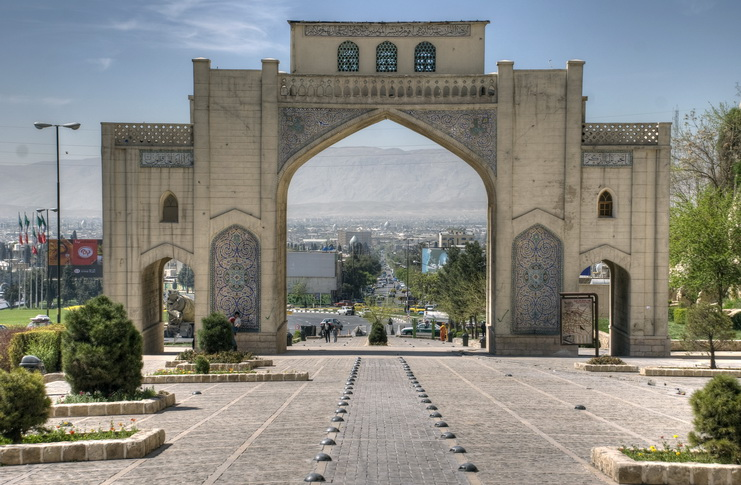
De Koranpoort, gebouwd als onderdeel van de stadsmuur van de Buyiden

In 933 maakte de Buyidische heerser Imad al-Dawla (Ali ibn Buya) Shiraz tot zijn hoofdstad. Hij en zijn opvolgers bouwden er moskeeën, paleizen en een bibliotheek. Literatuur, wetenschap, kunst en cultuur werden bevorderd en religieuze minderheden werden goed behandeld. Onder de Buyidische ministers en afgevaardigden waren ook christenen, joden en zoroastriërs. Rond 950 liet de broer van Imad, Rokn-al-Dawla een qanat (ondergronds kanaal) graven van de bergen naar de stad om deze van zoet water te voorzien. Deze qanat wordt nog altijd gebruikt en is vereeuwigd in de gedichten over de stad. Rond het jaar 1000 werd na aanvallen door de (door het Damasceense restant van het Abbasidische kalifaat van Baghdad gesteunde) Turkmeense Seltsjoeken door de Buyiden een stadsmuur opgetrokken rond Shiraz. In dezelfde periode werd ook de Vakilbazaar gebouwd. De daaropvolgende 50 jaren werden echter gekenmerkt door oorlogen met de Seltsjoeken en interne Buyidische twisten, waarbij een groot deel van de stad werd verwoest. In 1062 wisten de Seltsjoeken de stad uiteindelijk toch te veroveren, maar tot afkeer van het kalifaat namen de nieuwe heersers al snel de Perzische cultuur over en velen van hen vestigden zich in Shiraz. Uiteindelijk werden de Seltsjoeken zelfs belangrijke beschermheren van de Perzische kunst en cultuur. Rond 1075 lieten de Seltsjoekse heerser Attabak Jalal-ed-din en zijn zonen Shiraz herbouwen en herstelden het tot haar oude grandeur. De ontwikkeling van de nieuwe stad trok vele nieuwe immigranten, die uit alle delen van Perzië en ook uit Centraal-Azië kwamen.
Aan de macht van de Seltsjoeken kwam echter al snel een einde, toen met steun van het kalifaat oproeren uitbraken in het Seltsjoekse leger en de Eerste Kruistocht de militaire macht van de Seltsjoeken verzwakte. Songhoridische Turkse rebellen maakten hiervan gebruik door in 1090 de macht te grijpen in de stad en rond 1100 de stad uit te roepen tot hoofdstad van de Songhoridische dynastie. Aanvankelijk verkondigden zij in opdracht van Baghdad vooral het soennisme, maar na verloop van tijd raakten ook zij verperzischt en bleef de invloed van de Baghdadse kaliefen hoofdzakelijk beperkt tot ceremoniële handelingen. Rond 1105 werd een nieuwe stadsmuur met acht poorten gebouwd rond de stad. De stad en haar omgeving werden daarop geregeerd door soennitische hanafieten, maar ondertussen werden het jodendom, christendom en zoroastrisme ongemoeid gelaten. Deze tolerante opstelling leidde tot een nieuwe golf van migratie naar de stad en haar omstreken vanuit Turkse en Kaukasische gebieden. Een aantal van deze stammen, zoals de Quashqai en de Lors, wonen nog altijd rond Shiraz.
Rond 1115 groeide Shiraz uit tot een religieus centrum. Er werden in die tijd veel schrijnen gebouwd, waarvan een aantal nog steeds bestaat. De meest heilige hiervan is de rond 1130 gebouwde Sjah Tsjeragh, die de lichamen van de beide broers Achmed en Mohammed, zonen van de 7e imam (Moesa al-Kazim) en broers van de 8e imam (Ali ar-Rida) huisvest. In 1165 richtte sjeik Ruzbihan Baqli zijn eigen soefi-tariqa (religieuze orde) op in de stad.

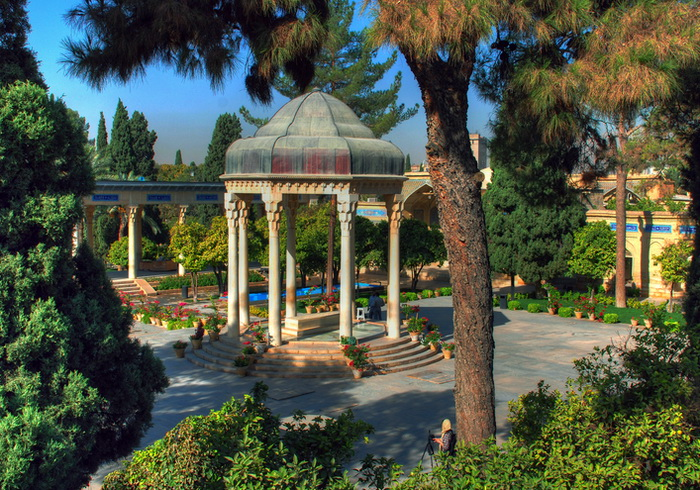
De Tombe van Hafez, een belangrijke toeristische trekpleister

In de tweede helft van de 12e eeuw raakte de stad in verval als gevolg van vetes tussen de heersende stammen en door een hongersnood, maar in 1195 greep de lokale atabak (legerleider) Saad ibn Zangi de macht en herstelde de stad. In de 13e eeuw groeide de stad uit tot een belangrijk centrum voor kunst en letteren. Dit werd mede mogelijk gemaakt doordat de lokale heerser dit bevorderde en door de aanwezigheid van veel Perzische wetenschappers en kunstenaars in de stad. Vanwege deze positie werd de stad door klassieke islamitische geografen ook wel 'Dar al-‘Elm' ofwel "Huis van Kennis" genoemd. Bekende Iraanse personen die in de 13e en 14e eeuw in Shiraz werden geboren zijn de dichters Saadi en Hafez en mysticus Roozbehan (Baqli). Deze namen leverden Shiraz de bijnaam 'het Athene van Iran' op.
In 1280 vielen de Mongolen het gebied binnen. De lokale heerser Abu Bakr ibn Saad wist de stad echter te sparen door schatting te betalen en zich te onderwerpen aan Dzjengis Khan. Deze was zo gecharmeerd door de Perzische heerser dat deze hem 'Ktlug Khan' noemde en beschouwde als een vriend. De hoge belastingen die de Mongolen hieven berokkenden de stad echter grote schade. Ook corruptie en onderlinge vetes deden de stad geen goed. In de decennia erna volgden nog meer rampen. In 1287 zouden als gevolg van droogte en hongersnood volgens de 14e-eeuwse Perzische historicus Wassaf ongeveer 100.000 mensen zijn overleden en in 1297 zouden als gevolg van de mazelen en de pest nog eens 50.000 mensen zijn overleden in de stad en haar omgeving.
In 1304 kwam de stad kortstondig in handen van de Injuïden, die Shiraz herbouwden, maar door hun onderlinge twisten uiteindelijk meer kwaad dan goed voor de stad deden. Hun opvolgers, het Il-kanaat, die de stad vanaf ongeveer 1325 bestuurden, deden het niet veel beter. Kort nadat zij aan de macht kwamen bezocht Ibn Battuta de stad en schreef over een grote stad (ongeveer 60.000 inwoners) met tuinen, stromen, bazaars en net geklede mensen. In 1353 veroverden de Muzaffariden de stad en maakten haar tot hoofdstad van Perzië. In 1357 kwam de Muzaffaridische heerser Sjah Shuja aan de macht. Hij zorgde voor een opleving van de stad en was een groot liefhebber van Hafez. In 1382 wist hij de stad te sparen voor plundering door het leger van Timoer Lenk geschenken te sturen. Maar na zijn dood in 1384 ontstond ruzie tussen de Muzaffariden, die verschillende veldslagen uitvoerden in Shiraz, hetgeen grote schade veroorzaakte aan de stad. In 1387 werd de stad alsnog bezet door Timoer, hetzij voor een korte periode. Hij stelde sjah Yahya aan als zijn vazal.
In 1393 keerde hij terug en verbleef er een maand, tijdens welke hij zijn kleinzoon, die de Perzische cultuur had overgenomen, aanstelde als gouverneur. Bij zijn vertrek nam hij alle Muzaffaridische prinsen (behalve de zonen van Sjah Shuja) mee en liet ze ombrengen. Ook nam hij kunstenaars, handwerkslieden en wetenschappers met zich mee uit de stad naar Samarkand. Onder zijn kleinzoon werd de stad herbouwd. In het begin van de 15e eeuw telde de stad ongeveer 200.000 inwoners.
In 1473 werd de stad veroverd door de Ak Koyunlu, die al snel de Mongolen en Turkmenen verdreef uit de stad. In 1503 werd de Ak Koyunlu echter verslagen door de Safawidische heerser Ismail I, die de meeste soennitische leiders liet doden of verbannen en in plaats daarvan het sjiisme bevorderde. Onder de Safawidische gouverneurs Allahverdi Khan en Imam-Quli Khan (zijn zoon) werd de stad verder uitgebreid met vele paleizen en andere rijk versierde gebouwen in dezelfde bouwstijl als de gebouwen die in dezelfde periode werden opgetrokken in Isfahan, wat toen de hoofdstad van het rijk was. Shiraz groeide in de 16e eeuw uit tot een stad met meer dan 200.000 inwoners. Met de groei van de sjiieten werden ook vele madrassa's (scholen) en schrijnen gebouwd, waaronder de Madrese Khan. Onder de Safawiden bloeiden kunst en handwerken. Het vakmanschap was bekend tot ver buiten Perzië. Amanat Khan uit Shiraz werd in de jaren 1630 zelfs aangetrokken als hoofdkalligraaf voor de bouw van de Taj Mahal.
In 1630 en 1668 werd de stad getroffen door overstromingen. Bij de eerste van deze twee overstromingen werden grote delen van de stad verwoest. In die periode woonde de sjiitische moellah Sadra in de stad, die bekendstond om zijn liberale ideeën. In de 17e eeuw opende de VOC een handelspost in Shiraz en in 1705 bezocht de Nederlander Cornelis de Bruijn de stad.

#### Afshariden, Zands en Kadjaren

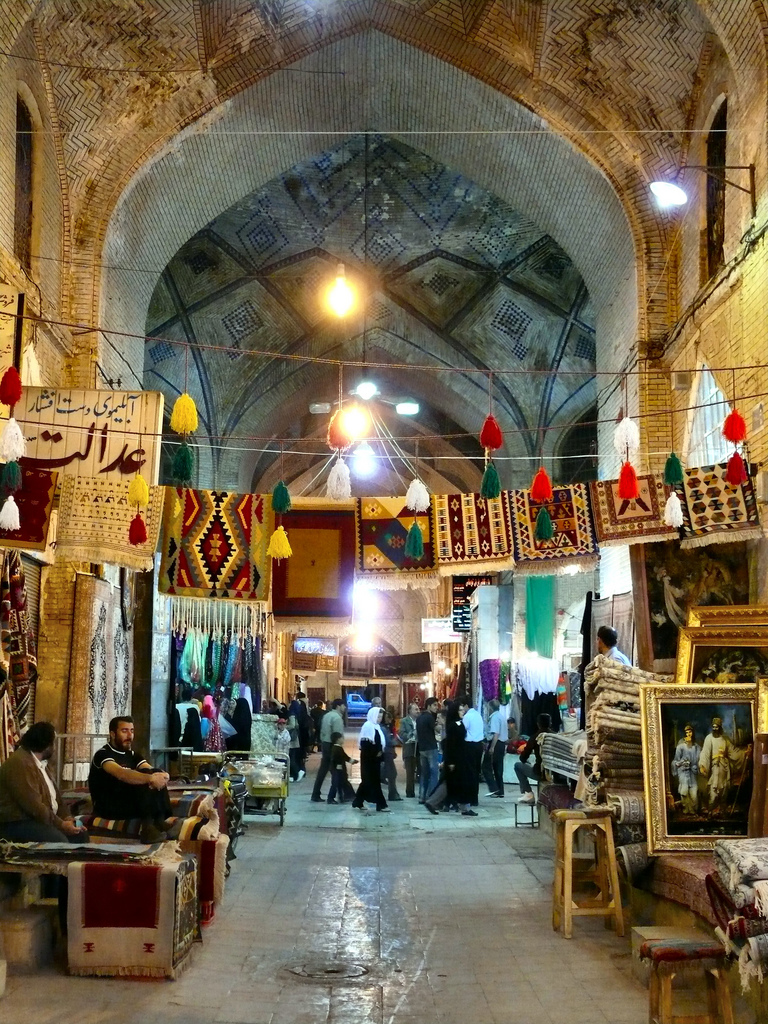
De Vakilbazaar werd door Karim Khan sterk uitgebreid

Nadat de Safawiden door de Afghaanse Hotakiden (onder leiding van Mahmud Hotaki) waren verslagen in de Slag om Gulnabad en de Afghanen de hoofdstad Isfahan veroverd hadden, werd Shiraz in 1724 geplunderd door de Afghanen. De Hotakiden werden echter al snel weer teruggedreven door de Afsharidische Nadir Sjah. Nadat hij Isfahan had heroverd trokken de Afghanen zich terug in Shiraz, maar werden tegen 1730 ook daaruit verdreven. In 1744 kwam de gouverneur van Shiraz in opstand tegen Nadir Sjah, maar deze stuurde een groot leger en heroverde na een maandenlange belegering de stad, waarop deze werd geplunderd. Toen Nadir Sjah in 1747 zelf werd vermoord lagen grote delen van Shiraz in puin. De meeste historische gebouwen in de stad waren beschadigd of verwoest. Rond 1750 was het aantal inwoners teruggelopen tot ongeveer 50.000. Ook de periode daaropvolgend bleef het onrustig in het land. De Afshariden streden met de Zands en de Kadjaren om de macht. In 1754 veroverde Karim Khan Zand de stad. Rond 1757 werd de stad tevergeefs belegerd door de Kadjaarse heerser Mohammad Hasan Khan Qajar. In 1760 vestigde Karim Khan zich in de stad en vestigde er de Zand-dynastie, waarmee een periode van rust aanbrak. Ergens rond 1760 maakte hij Shiraz tot hoofdstad van het land en liet de stad herbouwen. Hij was vastbesloten om Shiraz uit te bouwen tot een waardige hoofdstad, vergelijkbaar met Isfahan ten tijde van sjah Abbas I. De stad werd opgedeeld in elf woonwijken (woonkwartieren), tien voor moslims en een voor joden. Met behulp van 12.000 arbeiders liet hij ook een koninklijk district bouwen met een arg (fort; de Arg van Karim Khan), vele bestuurlijke gebouwen en een van de meest verfijnde overdekte bazaars van Iran. Verder liet hij een moskee, hamams en karavanserais bouwen en Perzische tuinen, irrigatie- en jubs (afwateringskanalen) aanleggen.

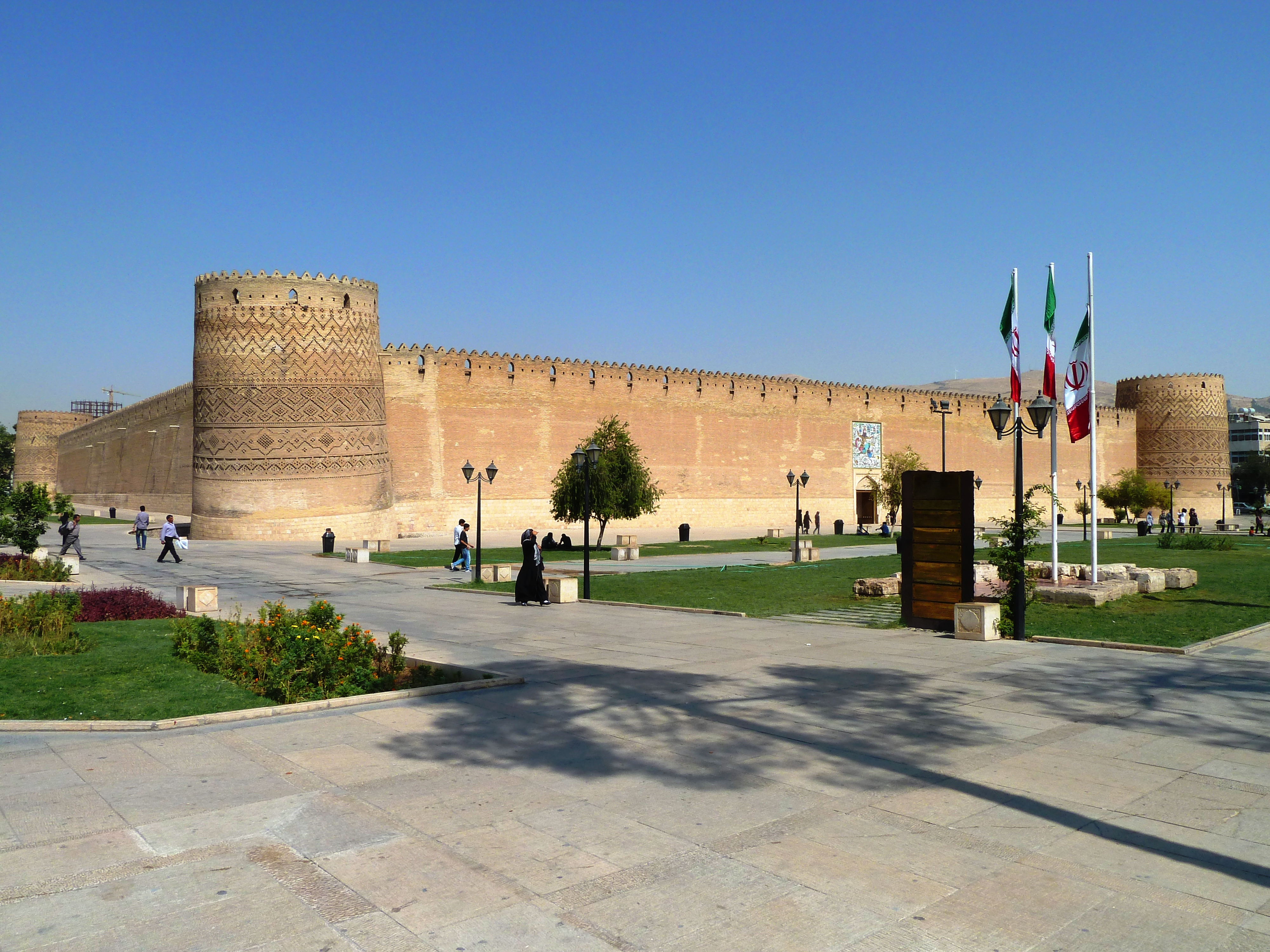
De Arg van Karim Khan

Ten slotte liet hij de stad omringen door een zware muur met zes poorten en een slotgracht. Onder de Zand-dynastie floreerden kunst en cultuur als vanouds en konden minderheden vrij wonen en werken. Europeanen en Indiërs mochten er vrij handel drijven. Karim Khan's erfgenamen bleken echter niet in staat om zijn werken voort te zetten. Aartsvijand kadjaar Aga Mohammed Khan veroverde langzamerhand de macht over het land. In 1788 achtervolgde hij Lotf Ali Khan naar Shiraz, waarop hij een veldslag buiten de stad wist te winnen. Na een belegering van 3 maanden keerde hij echter terug naar Teheran zonder de stad zelf te hebben veroverd. In tussentijd had hij de hoofdstad echter al in 1782 verplaatst naar Sari en in 1786 naar Teheran. In 1791 deed Lotf een poging om Isfahan te heroveren op Aga Mohammed. Tijdens zijn afwezigheid greep kalantar (gouverneur) Haji Ibrahim echter de macht in de stad en bood haar aan aan Aga Mohammed. Daarop ontstond muiterij in het leger van Lotf, waarop het te verzwakt was om Shiraz te heroveren. Lotf vluchtte daarop naar Bushehr, maar keerde vervolgens terug naar Shiraz met versterkingen en wist een leger van de broer van Aga Mohammed, Mostafa Qoli Khan Qovanlu Qajar te verslaan, evenals een veel groter leger bij Persepolis. Zijn leger bleek echter te klein om stand te houden en hij moest opnieuw vluchten, ditmaal definitief. In juli 1792 trad Aga Mohammed de stad binnen en nam er de hele familie Zand gevangen. Het lichaam van Karim Khan liet hij opgraven en onder een deurdrempel in Teheran begraven, opdat iedereen die binnenstapte zijn lichaam zou 'vertrappen'. In de lente van 1793 keerde hij terug naar Shiraz en liet uit wraak het fort en de muren van de stad neerhalen. Ook voerde hij de vrouwen en kinderen van de adel uit de stad mee als gijzelaars.
Shiraz werd vervolgens gedegradeerd tot een provinciehoofdstad. Toch behield de stad iets van haar oude welvaart als gevolg van het groeiende belang van de handelsroute naar de Perzische Golf. Het gouverneurschap van de stad was tijdens de Kadjaren-dynastie een koninklijk prerogatief. In de 19e eeuw werden veel Perzische tuinen, gebouwen en verblijven gebouwd in de stad, die nog altijd een deel van de huidige uitstraling van de stad bepalen. De 19e eeuw was echter geen bloeiperiode voor de stad. In 1822 kwamen duizenden mensen om het leven door pest- en choleraepidemieën. Twee jaar later werden grote delen van de stad verwoest bij een aardbeving. In 1830 ontstond hongersnood nadat een sprinkhanenplaag de lokale landbouwgronden teisterde. Tienduizenden kwamen hierbij om het leven en nog veel meer mensen verlieten de stad, waardoor het aantal inwoners terugliep tot ongeveer 19.000. In 1853 werd de stad opnieuw getroffen door een aardbeving, waarbij 13.000 mensen het leven lieten.
In 1819 werd sayyid Alí Muḥammad in de stad geboren, die verklaarde de Báb (de 'poort') te zijn en zichzelf als de mahdi beschouwde. Zijn volgeling Bahá'u'lláh zou later het Bahá'í-geloof stichten.

#### Britse invloedssfeer
Rond 1860, na de Anglo-Perzische Oorlog kwam Shiraz in de Britse invloedssfeer te liggen, die zich uitstrekte over het zuiden van Iran. De lokale Quashqai-stammen in de bergen rondom de stad bevochten de Britten. Rond 1880 werden hun opstanden echter neergeslagen door de heersende familie Qavam, die werd ondersteund door Brits-Indische troepen van het Britse consulaat in de stad. In 1883 werd de eerste officiële volkstelling van het land gehouden, waarbij 53.607 mensen werden geteld in de stad. In 1907 werd door Mirza Jahangir Khan in Shiraz de wijdverspreide krant Sur-e Esrafil opgericht, die kritisch stond tegenover de overheid en die de Constitutionele Revolutie ondersteunde. De Quashqai steunden de krant. Een jaar later werd Mirza hiervoor geëxecuteerd en werd zijn krant opgeheven. In 1910 vond de Pogrom van Shiraz plaats, waarbij een groot deel van de joodse wijk werd verwoest. De pogrom was ingegeven door valse geruchten dat de joden een moslima zouden hebben vermoord. Bij de pogrom kwamen 12 joden om het leven, raakten 50 gewond en werden 6000 van hen beroofd van al hun eigendommen. In 1918 werd de stad belegerd door Qashqai-stamleden. In 1919 stierven ongeveer 10.000 mensen in de stad als gevolg van de Spaanse griep. Omdat er olie was gevonden waren de Britten gebaat bij meer invloed in het zuiden van Perzië. Zij hielpen de lokale autoriteiten destijds om de onlusten van de Qashqai te onderdrukken.

#### Recente geschiedenis
Nadat de Trans-Iraanse Spoorlijn was aangelegd in de jaren 1930, verloor de stad veel van haar invloed in de handel doordat de handelsroutes zich verplaatsten naar de havens van Khuzestan. Ook de Pahlavidynastie bracht weinig heil voor de stad: Ongebreidelde stadsplanning leidde tot de sloop van een groot aantal historische gebouwen, waaronder de halve bazaar, een aantal caravanserais en hammams, alsook de stadsmuur. Met name het koninklijke stadsdeel van de Zanddynastie werd veel schade toegebracht. Bij gebrek aan enige grote betekenis op strategisch, industrieel of religieus gebied, werd de stad gereduceerd tot een provinciehoofdstadje. In 1945 werd er de Universiteit van Shiraz opgericht. Sinds de jaren 1950 is de stad vertienvoudigd in bevolking. Met anderhalf miljoen inwoners is het tegenwoordig de zesde stad van het land. De stad vormt door haar geschiedenis een van de toeristische centra van het land. Sinds de Iraanse Revolutie is er veel geld gestoken in het opknappen van monumenten in de stad. Zo werden de Arg van Karim Khan, de Koranpoort, het mausoleum van dichter Khwaju Kermani en de Vakil-hammam gerestaureerd en werden de mausolea van Hafez en Saadi uitgebreid.

## Economie
Shiraz is het economische centrum van zuidelijk Iran en is van oudsher vooral gericht op de landbouwsector. In de tweede helft van de 19e eeuw veranderde de stedelijke economie sterk door de openstelling van het Suezkanaal, waardoor goedkope Europese industriële producten het land makkelijker konden bereiken, al dan niet via Brits-Indië. De lokale ambachtslieden, met name de textielbewerkers en schoenmakers, konden met hun arbeidsintensieve dure technieken hier niet tegenop concurreren. Tegelijkertijd ontstond er veel vraag vanuit de Brits-Indische markt naar Zuid-Iraanse producten als graan en fruit. De vraag naar opium, tabak en katoen leidde ertoe dat boeren op grote schaal deze gewassen gingen verbouwen. Shiraz vormde hierbij een doorvoerstation voor deze gewassen onderweg naar de Perzische Golf. Boeren uit de omliggende provincie Fars zetten handelsnetwerken op voor deze producten met firma's in Mumbai, Calcutta, Port Said, Istanboel en zelfs in Hongkong.
De huidige economische sector van de stad hangt nauw samen met haar status als economisch centrum voor het omliggende landbouwgebied. Dit hangt deels samen met het feit dat hier relatief veel water beschikbaar is in vergelijking met de omliggende woestijngebieden. Onder andere druiven, citrusvruchten, katoen en rijst uit het omliggende gebied worden hier verhandeld. Ook worden er bloemen gekweekt. De druivensoort Shiraz (ook wel Syrah) zou naar de stad vernoemd zijn, al wordt dit door genetisch onderzoek tegengesproken. De Shirazi-wijn waar de stad lange tijd bekend om stond, is verboden sinds de Iraanse Revolutie.
De stad staat bekend om haar tapijtenindustrie. De handwerken van Shiraz omvatten textiel, hout- en metaalwerk, ingelegde mozaïeken met driehoekige motieven, zilverwerk, Perzische tapijten (pooltapijtweven en kelimweven). Kelim wordt ook wel gelim of jajim genoemd door de stammen en in de dorpen rondom de stad.
De industriële sector verwerkt vooral cement, suiker en kunstmest. De stad heeft een grote olieraffinaderij en worden er veel elektronische producten gemaakt. Ruim de helft van de investeringen Iran in elektronische producten vinden plaats in Shiraz. Het is tevens de belangrijkste Iraanse stad op het vlak van IT, communicatie en vervoer. In 2000 werd een Speciale Economische Zone ingesteld in Shiraz om de productie van elektronica en communicatie te bevorderen. In Shiraz is ook aandacht voor hernieuwbare energiebronnen: De eerste zonnecentrale staat er en op de bergen rondom de stad zijn in de laatste jaren windturbines gebouwd.

## Vervoer

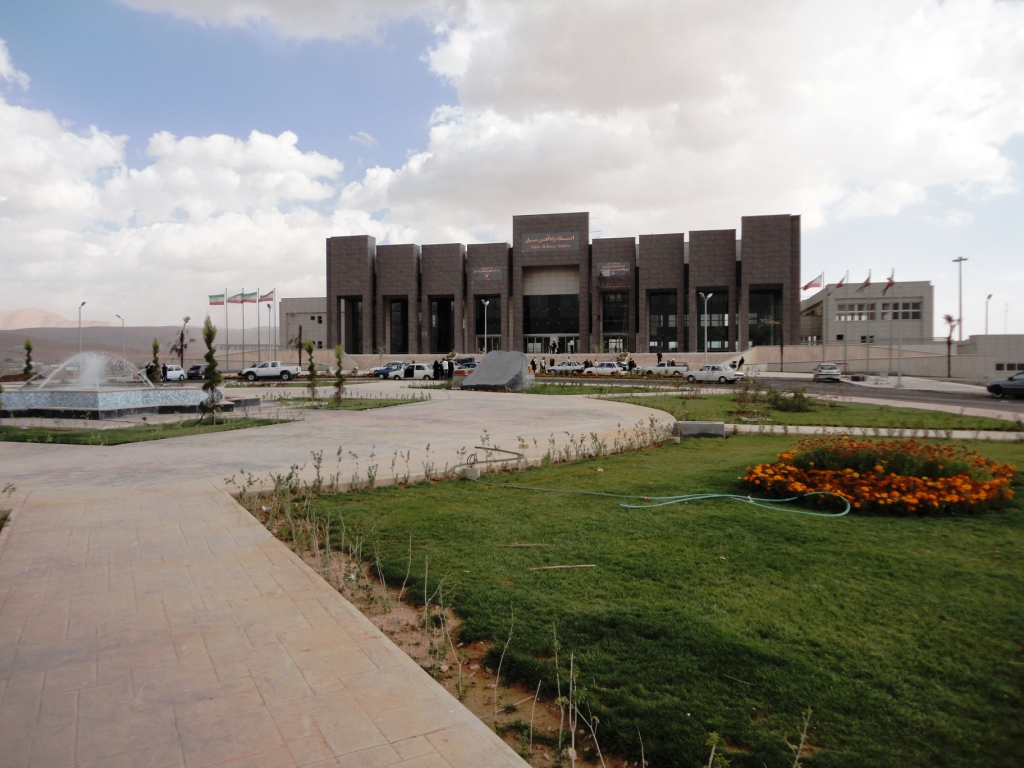
Spoorwegstation van Shiraz

Het belangrijkste vervoermiddel in Shiraz is de auto. Naar schatting 700.000 auto's rijden er rond. Shiraz ligt aan de nationale wegen N65 (naar Teheran en Siraf), N67 (naar Yasuj, Bandar Lengeh, Lar en Jahrom) en N86 (naar Dogonbadan en Behbahan).
Bij Shiraz ligt de internationale Luchthaven Shiraz, de grootste luchthaven in het zuiden van Iran. Hiervandaan vertrekken dagelijks vluchten naar diverse islamitische landen en naar grote Iraanse steden. Sinds een verbouwing in 2005 is het de belangrijkste en modernste luchthaven van Iran na Teheran Mehrabad.
Het openbaar vervoer binnen de stad wordt grotendeels verzorgd door ruim 50.000 bussen die rijden op ruim 70 buslijnen. In de laatste jaren zijn ook een aantal HOV- verbindingen opgezet. Het spoorstation van Shiraz is het grootste van Iran in termen van oppervlakte. Passagierstreinen vertrekken dagelijks naar steden als Isfahan, Teheran en Mashhad. Momenteel wordt er gebouwd aan de nieuwe metro van Shiraz, die zal moeten gaan bestaan uit drie lijnen van in totaal bijna 50 kilometer lengte. De metro zal worden aangesloten op het spoorstation van Shiraz.

## Demografie
Bij de laatste volkstelling van 2006 telde Shiraz 1.214.808 inwoners, waarvan de meesten Perzisch waren en moslim. Shiraz telde ooit ongeveer 6.000 Iraanse Joden, maar de meesten van hen zijn in de tweede helft van de 20e eeuw geëmigreerd naar de Verenigde Staten en Israël, met name na de Iraanse Revolutie. Naast Teheran en Isfahan is Shiraz de enige Iraanse stad met een behoorlijke Joodse minderheid en met meer dan een synagoge die nog in gebruik is. Ook wonen er de meeste Bahai van het land na Teheran.
Momenteel telt Shiraz twee kerken die nog gebruikt worden; de Armeense en de Anglicaanse.
| 1956    | 1966    | 1976    | 1986    | 1996      | 2006      |
| ------- | ------- | ------- | ------- | --------- | --------- |
| 170.659 | 269.865 | 425.813 | 848.289 | 1.053.025 | 1.214.808 |

## Onderwijs

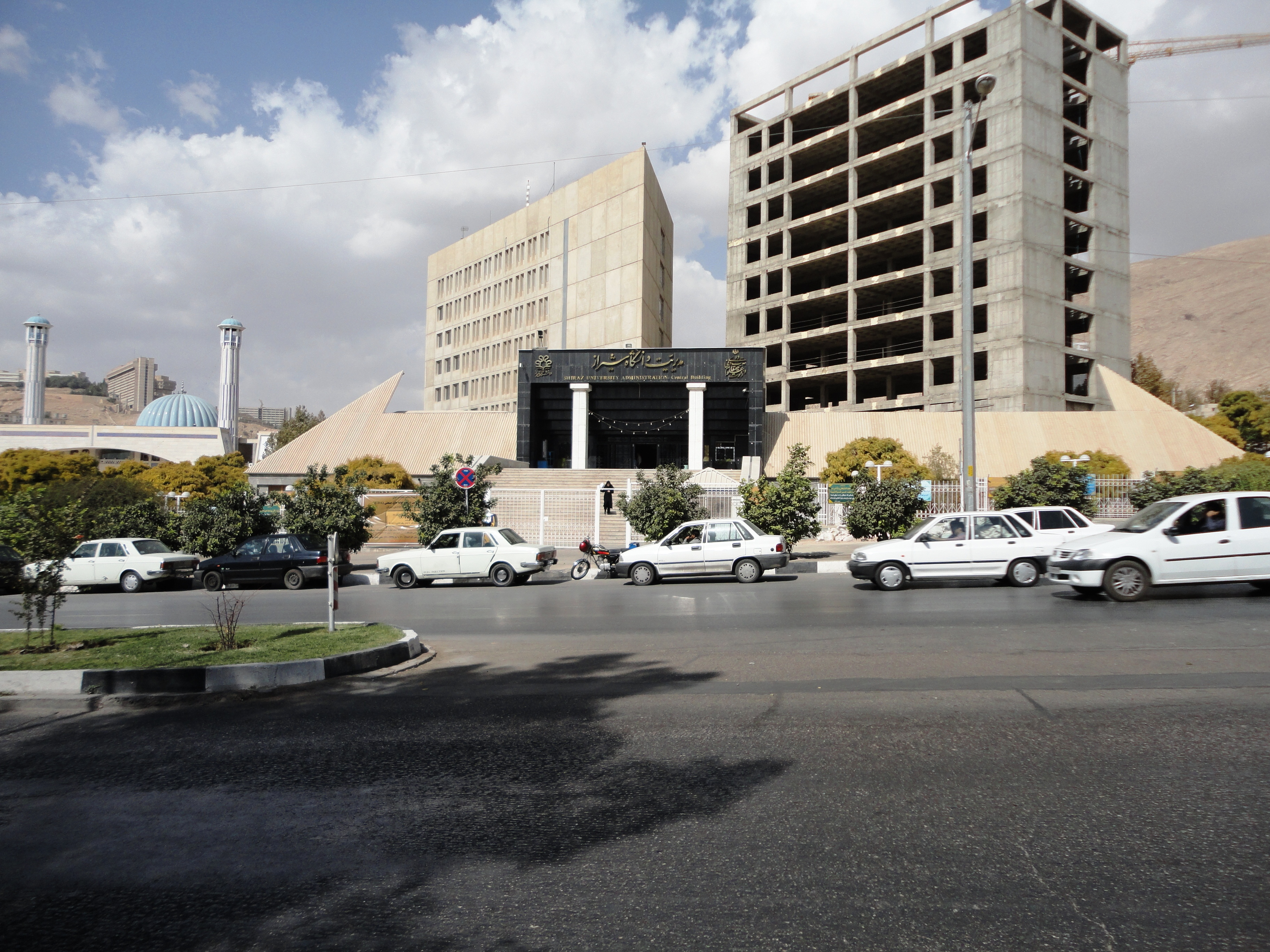
Hoofdgebouw Universiteit van Shiraz

Shiraz telt een aantal universiteiten en hogescholen. De Theologische Khanschool is de oudste en telt ongeveer 600 studenten. met keramische tegels bedekte gebouwen van deze school dateren uit 1627. De Universiteit voor Medische Wetenschappen van Shiraz werd in 1946 als eerste universiteit van de stad geopend. De grootste universiteit van de stad is tegenwoordig de Universiteit van Shiraz. Andere grote universiteiten nabij Shiraz zijn de Islamitische Azad-Universiteit van Shiraz, de Universiteit voor Technologie van Shiraz en de Universiteit van Shiraz voor Toegepaste Wetenschappen en Technologie.
De grootste provinciale bibliotheek is de afdeling in Shiraz van het Regionaal Informatiecentrum voor Wetenschap en Technologie.

## Sport
De belangrijkste voetbalclub van de stad was van oudsher Bargh Shiraz (opgericht in 1946) die tegenwoordig speelt in de Azadegan League (2e divisie). Het beste resultaat van de club was in 1997, toen het de nationale Hazfi Cup won. Tegenwoordig is echter Moqavemat Sepasi (opgericht in 1988) van de basji de belangrijkste club. Deze speelt in de Iran Pro League (eredivisie) en won in 2001 de Hazfi Cup. Het belangrijkste voetbalstadion van Shiraz is het Hafeziehstadion uit 1945 met 20.000 plekken. Sinds de jaren 1990 wordt er gebouwd aan het Shirazstadion dat 50.000 zitplekken moet krijgen.

## Bezienswaardigheden
- De Tombe van Hafez, Tombe van Saadi en de Tombe van Khwaju Kermani (in een berg nabij de Koranpoort). Andere minder bekende tombes zijn die van Shah Shujah Durrani (de Mozafaridische emir van Perzië en beschermheer van Hafez) en het Haft Tananmausoleum, waar 7 soefimystici zijn begraven. De tombe van dichter Baba Kuhi staat op een berghelling nabij de stad en de Tombe van Karim Khan Zand bevindt zich in het Parsmuseum.
- De Sjah Tsjeragh [8] is het belangrijkste sjiitische pelgrimsoord van de stad. Het huisvest de graven van de gebroeders Amir Achmed en Mir Mohammed, zonen van de zevende imam Moesa al-Kazim.
- De oudste moskee van de stad en een van de oudste van Iran is de Jameh-ye Atighmoskee. Later werden onder andere de Vakilmoskee en de Nasir al Molkmoskee gebouwd. De Vakilmoskee staat ten westen van de oude Vakilbazaar. Deze bazaar omspant een oppervlakte van bijna 9000 vierkante meter en verkreeg haar huidige vorm tijdens de Zanddynastie. Nabij bevindt zich ook de Vakilhammam.
- De Arg van Karim Khan, de oude citadel van de stad, staat in het oude centrum naast de Vakilbazaar en de Vakilhammam. De bekendste huizen zijn het Qavamhuis en het erbij behorende Zinat-ol-Molkhuis, beide in het historische centrum. Het Qavamhuis ligt in de bekende Naranjestantuin.
- De Koranpoort is de historische poort tot Shiraz. De poort staat nabij de Allah-o-Akbarkloof, tussen de bergen Baba Kuhi (waar de dichter is begraven) en Chehel Maqam. Twee bijzondere korans die er vroeger werden bewaard, bevinden zich nu in het Parsmuseum.
- De Eramtuin (Bagh-e Eram), is de meest kenmerkende Perzische tuin van Shiraz. Andere bekende Perzische tuinen in Shiraz zijn de Afif-Abadtuin en de Delgoshatuin (waar de Tombe van Saadi zich bevindt).

De stad vormt de uitvalsbasis voor tochten naar de ruïnes van Persepolis, Bishapur, Pasargadae en Firouzabad. In Naqsh-e Rustam zijn de tombes van Achaemenidische koningen te zien, evenals de Ka'ba-ye Zartosht, wat ofwel een zoroastrische vuurtempel of zelfs de echte tombe van Cyrus II de Grote zou kunnen zijn.

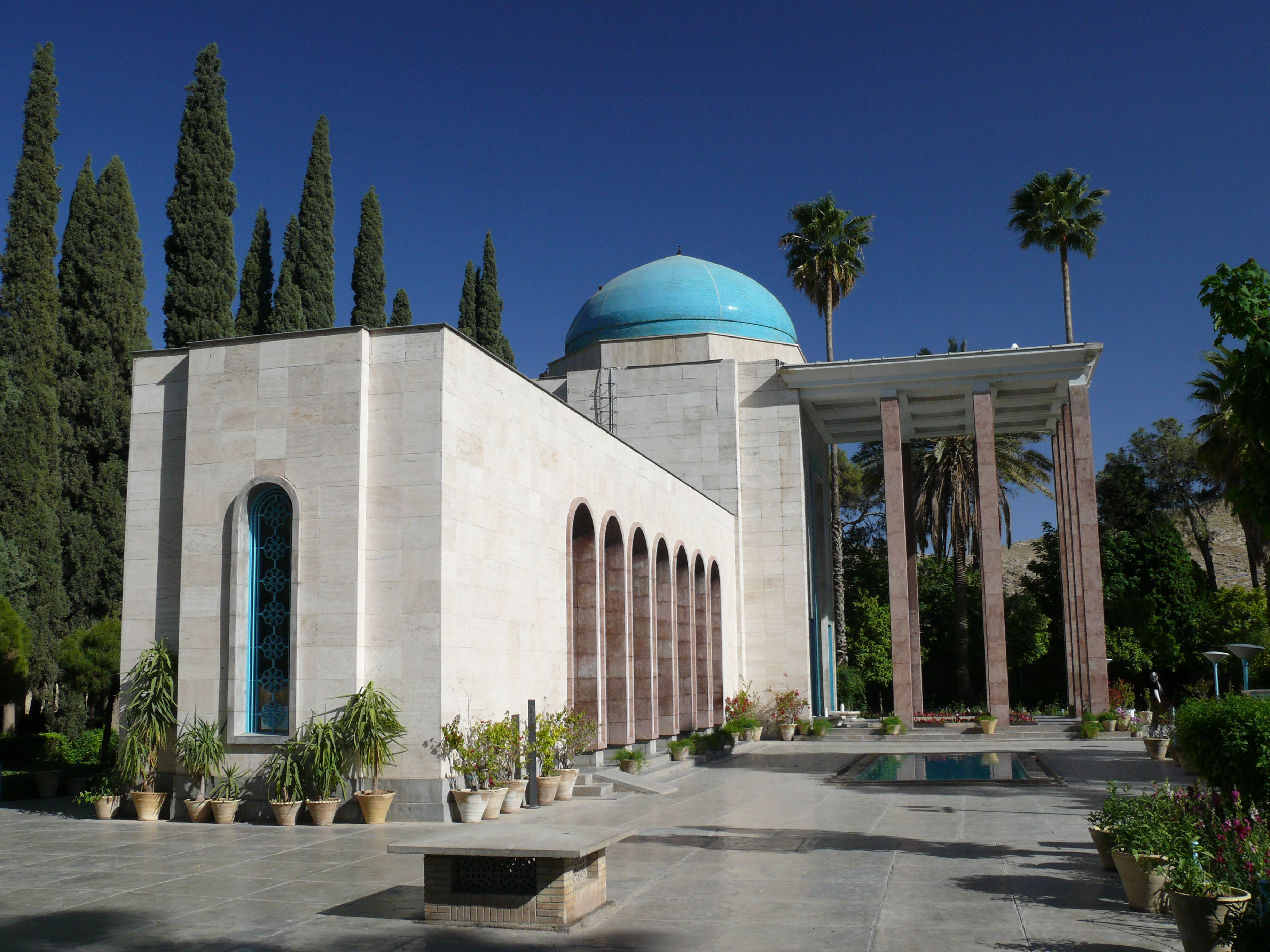
Het mausoleum rond de Tombe van Saadi
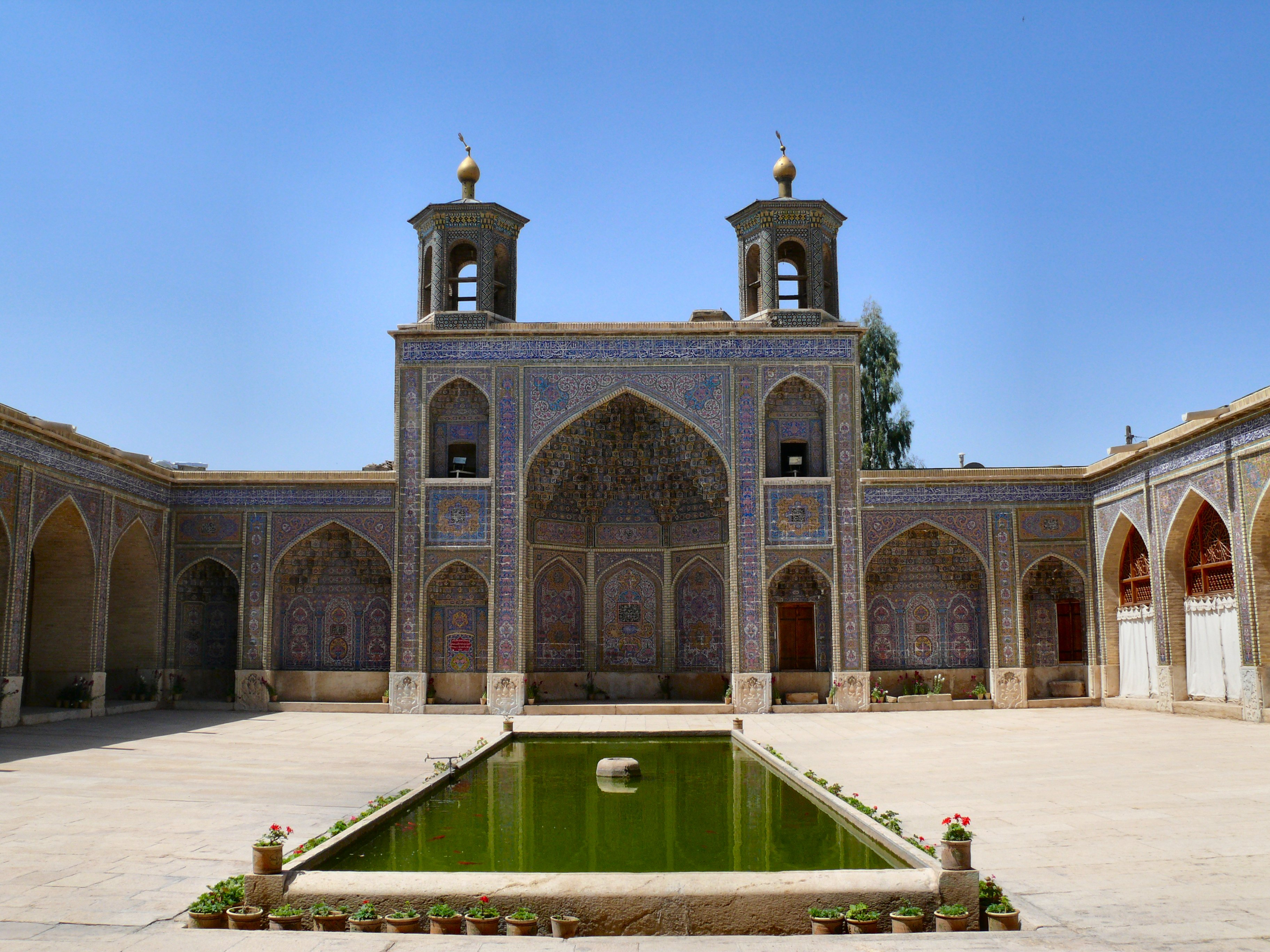
Binnenplaats van de Nasir al Molkmoskee
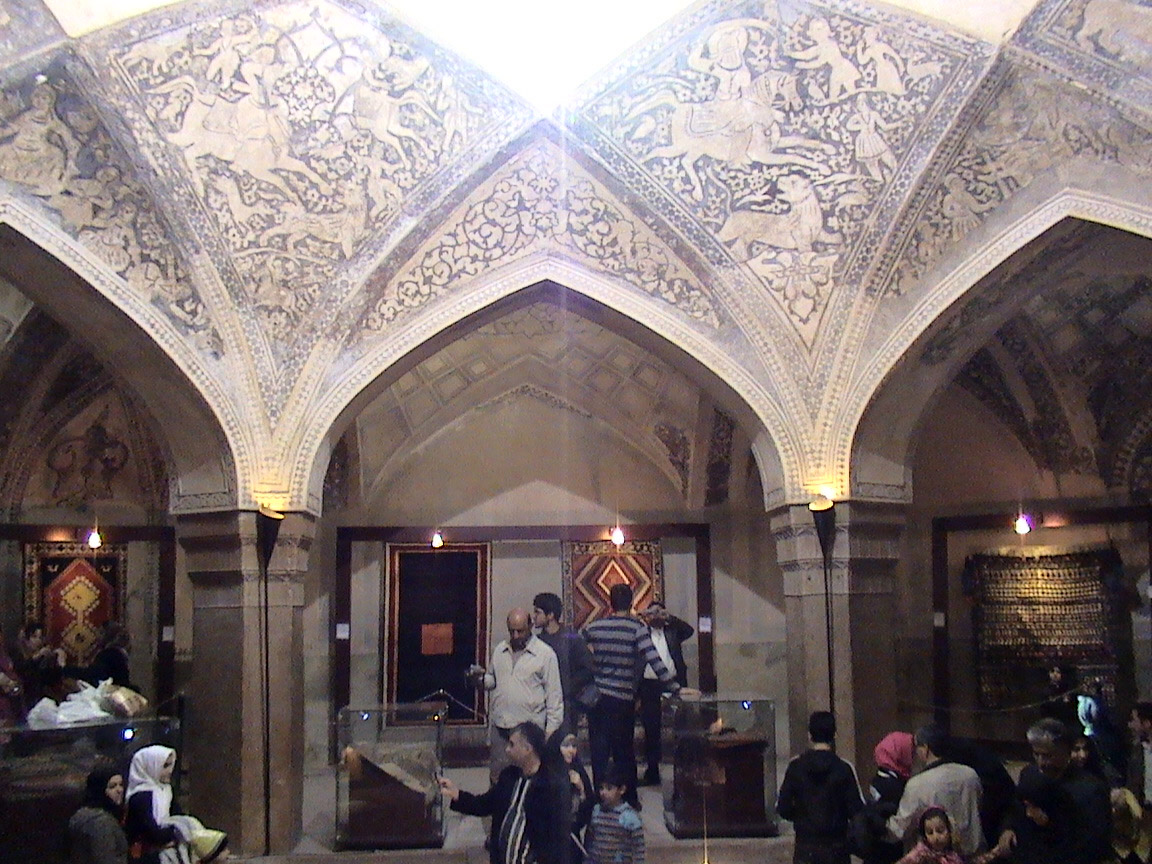
De Vakilhammam
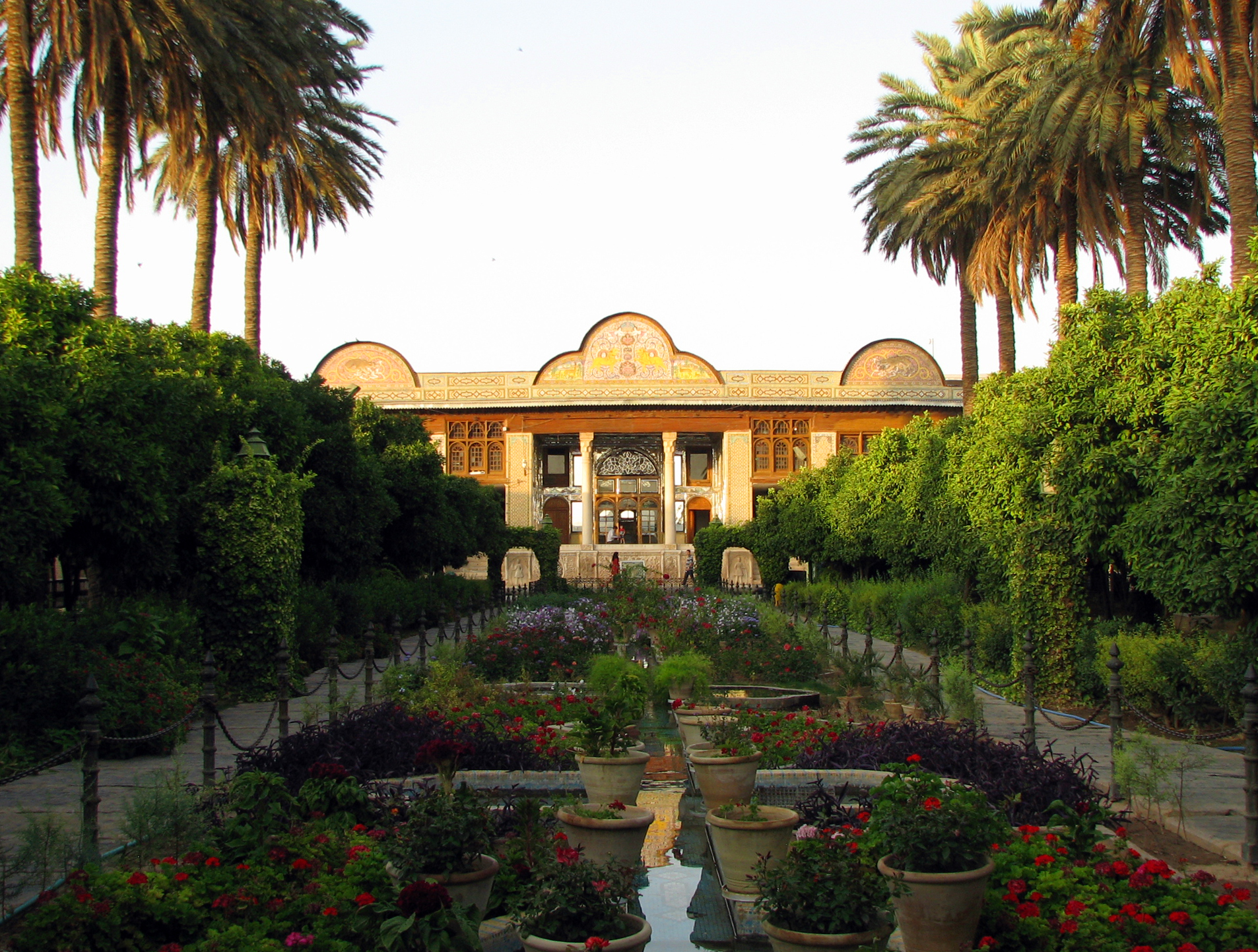
Het Qavamhuis in de Naranjestantuin
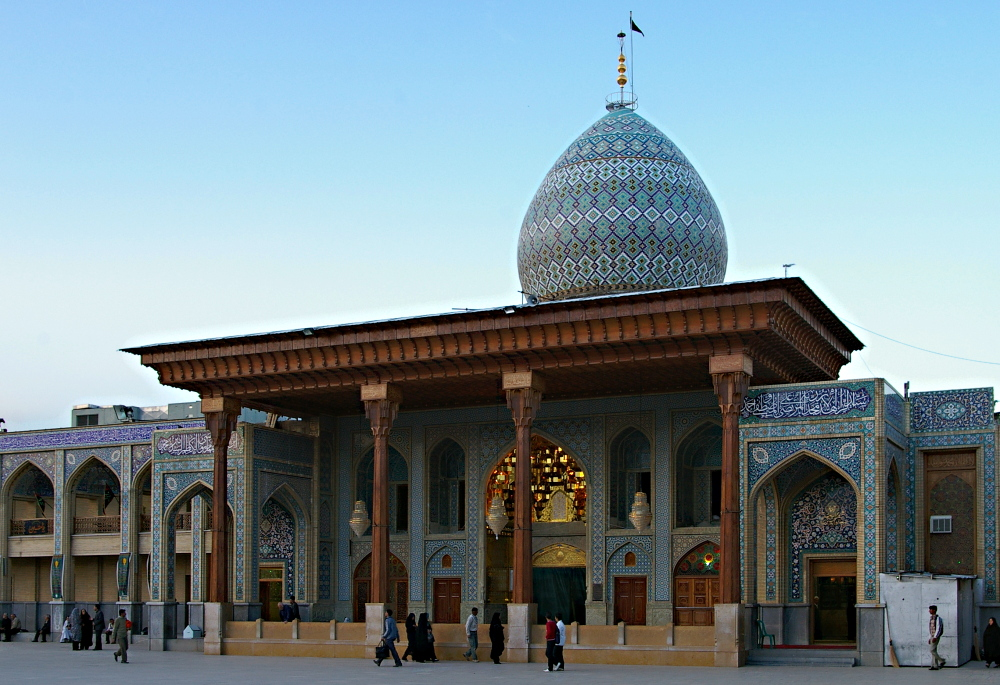
Close-up van de Sjah Tsjeragh

## Stedenbanden
- Chongqing (Volksrepubliek China)
- Nicosia (Cyprus)
- Doesjanbe (Tadzjikistan)
- Weimar (Duitsland)
- Malakka (Maleisië)

## Geboren in Shiraz
- Saadi (1184-1283/1291?), dichter
- Qutb al-Din al-Shirazi (1236-1311), astronoom
- Hafez (1320-±1390), dichter
- Mulla Sadra (ca. 1571-1640), filosoof
- Mirza Abolhassan Khan Ilchi (1776-1845), minister van Buitenlandse Zaken
- Mohammad Hasan Schirazi (1815), sjiitisch geestelijke (marja-e taqlid) bekend van zijn fatwa tegen tabak
- Báb of Siyyid 'Alí Muhammad (1819-1850), grondlegger bábisme
- Mishkín-Qalam (1826-1912), Bahaigeleerde
- Hasan Balyuzi (1908), Bahaigeleerde
- Firouz Naderi (1946), Iraans-Amerikaanse ingenieur (JPL)
- Valerie Jarrett (1956), Iraans-Amerikaanse advocaat en politica
- Ahmad Batebi (1977), Iraans-Amerikaanse mensenrechtenactivist
- Pejman Akbarzadeh (1980), Perzisch-Nederlandse pianist en journalist
- Masoud Shojaei (1984), voetballer
- Tooji (1987), Iraans-Noorse zanger